# Georg von Schwengeln
Georg von Schwengeln, född omkring 1590 i Livland, död 1664, var en svensk fortifikationsofficer och kartograf. Han var svåger till Harald Bengtsson, adlad Igelström, och farfar till Jakob Henrik von Schwengelm.
von Schwengeln var i svensk militär tjänst från 1623 (eller möjligen redan från 1619) till 1624 och användes därefter av Jakob De la Gardie dels till att avrita några "lägenheter" i Livland och Litauen, bland annat Kokenhusens slott och stad, dels att kunskapa vid polska riksdagen. År 1626 konfirmerades han som polsk translator med skyldighet därjämte att "alle legenheter där i Lifflandh skrifteligen författa". von Schwengeln förfärdigade nu en Tabulass geochorographicass över Livland och Estland med omliggande gränser samt en karta över Ösel och kallas 1628 Kunglig Majestäts bestaliter geographicus. År 1629 fick han "commendation" som fältkvartermästare vid armén i Livland, 1631 blev han svensk adelsman, 1634 utarbetade han en karta över en del av Kurland, och 1635 blev han generalkvartermästare vid livländska fältstaten. År 1636 uppgjorde von Schwengeln en dessein till Dorpats förstärkande och en karta över trakten mellan denna stad och Wirzsee. År 1638 sände han till Adler Salvius en "Special geographische taffel" öfver "Episcopat in Lifflandh". År 1642 blev von Schwengeln fältkvartermästare i Estland, Livland och Ingermanland med skyldighet att ha uppsikt öfver därvarande befästningar. Han kom nu i delo med generalingenjören Johan von Rodenburgh, som också hade inspektion över samma befästningar. År 1643 uppgjorde von Schwengeln förslag till Nyens och Narvas förstärkande, anordnade 1644 befästningsarbete vid Kexholm och rekognoscerade det då ännu danska Ösel, över vilken ö han även uppgjorde en "geografisk delineation", och uppgjorde desseiner till Nyen och Pernau. År 1645 ritade han en plan över Arensburg. År 1649 fick von Schwengeln avsked. År 1655 befullmäktigades han att värva i Finland, och 1656 blev han överste för ett dragonregemente, med vilket han sedan deltog i kriget mot Danmark. År 1659 blev von Schwengeln kommendant i Korsör, vars förstärkande han sedan ledde. Efter krigets slut indrogs hans dragonregemente och han själv reste över till Finland och Östersjöprovinserna.